# Jeong Yu-mi (attrice 1984)
Jeong Yu-mi (Pusan, 23 febbraio 1984) è un'attrice sudcoreana.

## Carriera
Esordisce in uno spot nel 2003 e, dopo aver interpretato vari ruoli minori in serie televisive e film, diventa nota al pubblico grazie alle sue interpretazioni nei drama Cheon-ir-ui yaksok (2011) e Oktapbang wangseja (2012). Il primo ruolo da protagonista è in Wonderful Mama nel 2013, anno in cui partecipa anche al varietà Uri gyeolhonhaess-eo-yo insieme al cantante Jung Joon-young, comparendo inoltre nel video musicale del singolo The Sense of an Ending dell'artista. Sempre nel 2013 recita per la prima volta come protagonista al cinema nell'horror Tunnel 3D. Seguono il drama giornaliero Eomma-ui jeong-won nel 2014 e lo storico Hanyeodeul nel 2015.

## Filmografia

### Cinema
- Singles (싱글즈), regia di Kwon Chil-in (2003)
- Widaehan yusan (위대한 유산), regia di Oh Sang-hun (2003)
- Silmido (실미도), regia di Kang Woo-suk (2003)
- The Doll Master (인형사), regia di Jeong Yong-ki (2004)
- Mongjeong-gi 2 (몽정기 2), regia di Jeong Cho-shin (2005)
- Daenseo-ui sunjeong (댄서의 순정), regia di Park Young-hoon (2005)
- Cello (첼로), regia di Lee Woo-cheol (2005)
- Hwang Jin-yi (황진이), regia di Jang Yoon-hyun (2007)
- Du saram-ida (두 사람이다), regia di Oh Ki-hwan (2007)
- Neoneun pet (너는 펫), regia di Kim Byeong-kon (2011)
- Wonderful Radio (원더풀 라디오), regia di Kwon Chil-in (2012)
- Tunnel 3D (터널 3D), regia di Park Gyu-taek (2014)

### Televisione
- Aejeong-ui jogeon (애정의 조건) – serial TV (2004)
- Wangkkot seonnyeonim (왕꽃 선녀님) – serial TV (2004)
- Wuxingdafandian (五星大饭店) – serie TV (2007)
- Dae-wang Sejong (대왕 세종) – serial TV (2008)
- Baram-ui hwa-won (바람의 화원) – serial TV (2008)
- Chin-gu, urideur-ui jeonseol (친구, 우리들의 전설) – serial TV (2009)
- Boseokbibimbap (보석비빔밥) – serial TV (2009-2010)
- Dong-yi (동이) – serial TV (2010)
- Cheon-ir-ui yaksok (천일의 약속) – serial TV (2011)
- Oktapbang wangseja (옥탑방 왕세자) – serial TV (2012)
- Wonderful Mama (원더풀 마마) – serial TV (2013)
- Eomma-ui jeong-won (엄마의 정원) – serial TV (2014)
- Hanyeodeul (하녀들) – serial TV (2015)
- Yungnyong-i nareusya (육룡이 나르샤) – serial TV (2015)
- Master - Guksu-ui sin (마스터-국수의 신) – serial TV (2016)
- Pureun bada-ui jeonseol (푸른 바다의 전설) – serial TV, episodio 8 (2016)
- Bravo My Life (브라보 마이 라이프) – serial TV (2017)
- Geombeomnamnyeo (검법남녀) – serial TV (2018-2019)
- Priest (프리스트) – serie TV (2018-2019)
- Nam-i doel su iss-eulkka (남이 될 수 있을까) – serie TV (2023)
- Celebrity (셀러브리티) – serie TV (2024)
- Queen Woo (우씨왕후) – serie TV, 8 episodi (2024)

## Videografia
Jeong Yu-mi è apparsa nei seguenti videoclip:
- 2006 – "Not You, But Your Sister" di EZ-Life
- 2011 – "Girlfriend" di Jay Park
- 2013 – "The Sense of an Ending" di Jung Joon-young

## Riconoscimenti
| Anno | Premio                   | Categoria                                             | Opera nominata          | Risultato       |
| ---- | ------------------------ | ----------------------------------------------------- | ----------------------- | --------------- |
| 2011 | SBS Drama Awards         | Excellence Award, Actress in a Special Planning Drama | Cheon-ir-ui yaksok      | Candidato/a     |
| 2011 | SBS Drama Awards         | New Star Award                                        | Cheon-ir-ui yaksok      | Vincitore/trice |
| 2012 | SBS Drama Awards         | Excellence Award, Actress in a Drama Special          | Oktapbang wangseja      | Vincitore/trice |
| 2013 | MBC Entertainment Awards | Best Female Newcomer                                  | Uri gyeolhonhaess-eo-yo | Vincitore/trice |
| 2013 | SBS Drama Awards         | Excellence Award, Actress in a Weekend/Daily Drama    | Wonderful Mama          | Candidato/a     |
| 2014 | MBC Drama Awards         | Top Excellence Award, Actress in a Serial Drama       | Eomma-ui jeong-won      | Candidato/a     |